# Leucophora elegans
Leucophora elegans este o specie de muște din genul Leucophora, familia Anthomyiidae, descrisă de Griffiths în anul 1996.
Este endemică în New York. Conform Catalogue of Life specia Leucophora elegans nu are subspecii cunoscute.